# A831高速公路
A831高速公路是法国的一条高速公路，建设目的是缓解A10高速公路和A83高速公路的交通压力。A831的线路走向与A10和A83平行，连接南特和尼奥尔。该高速在1994到2000年时进行可行性研究，2002年7月估计工程造价，2011年重估。